# Dragon Hill
Dragon Hill – kompleks skoczni narciarskich w chińskiej miejscowości Yabuli. Na kompleks składają się obiekty K125 oraz K90. W 2009 rozegrano tam zawody uniwersjady młodzieżowej. Są to pierwsze tego typu obiekty na terenie Chin.
Kompleks położony jest na wysokości 1300 m n.p.m..
W listopadzie 2007 roku, podczas modernizacji obiektu, dobudowano nową kolejkę linową dla skoczków.

## Skocznia K125
Rekordzistami obiektu K125 są koreański skoczek narciarski Kim Hyun-ki i niemiecki skoczek narciarski Jörg Ritzerfeld, którzy 23 lutego 2009 roku, podczas zimowej uniwersjady, uzyskali po 138,5 metra.
Tego samego dnia reprezentant Korei Południowej Choi Heung-chul skoczył 145,5 metra, co jest najlepszą odległością uzyskaną na tym obiekcie.

### Dane techniczne
- Punkt konstrukcyjny: 125 m
- Wielkość skoczni (HS): 140 m
- Rekord skoczni: 138,5 m –  Kim Hyun-ki/ Jörg Ritzerfeld (23.02.2009)
- Długość rozbiegu: 120 m
- Nachylenie rozbiegu: 33°
- Nachylenie progu: 11°
- Wysokość progu: b.d.
- Nachylenie zeskoku: 35°
- Średnia prędkość na rozbiegu: b.d.

## Skocznia K90
Rekordzistami obiektu byli polski skoczek narciarski Marcin Bachleda i austriacki skoczek narciarski David Unterberger, którzy 25 lutego 2009 roku, podczas zimowej uniwersjady, uzyskali 100 metrów. Rekord został pobity przez Sun Jianpinga podczas 13. Chińskich Igrzysk Zimowych.

### Dane techniczne
- Punkt konstrukcyjny: 90 m
- Wielkość skoczni (HS): 100 m
- Rekord skoczni: 103 m –  Sun Jianping (10.01.2016)[3][4]
- Długość rozbiegu: b.d.
- Nachylenie rozbiegu: b.d.
- Nachylenie progu: 11°
- Wysokość progu: b.d.
- Nachylenie zeskoku: 33,4°
- Średnia prędkość na rozbiegu: b.d.
- Oświetlenie skoczni: tak